# Jean Guillaume Gyr
Pour les articles homonymes, voir Gyr.
Jean Guillaume Gyr est un prêtre du diocèse de Liège, traducteur et essayiste belge, connu pour son militantisme antimaçonnique.

## Biographie
En 1854, il traduit en français un ouvrage antimaçonnique de l'essayiste saxon protestant Eduard Emil Eckert, La franc-maçonnerie dans sa véritable signification, ou son organisation, son but, son histoire.

## Thèses
Il accuse la maçonnerie de complot pour instaurer la Révolution française.

## Publications
- Science de la religion, 1 vol.
- Science de la religion, 2 vol.
- La Franc-Maçonnerie en Elle-même et dans ses Rapports avec les autres Sociétés Secrètes de l'Europe, notamment avec la Carbonarie Italienne, Liège, Imprimerie de J.-G. Lardinois - Paris, Librairie de P. Lethielleux, 1859.